# Donòri
Donòri – miejscowość i gmina we Włoszech, w regionie Sardynia, w prowincji Sud Sardynia. Graniczy z Barrali, Samatzai, Sant'Andrea Frius, Serdiana i Ussana.
Według danych na rok 2004 gminę zamieszkiwało 2139 osób, gęstość zaludnienia wynosi 61,1 os./km².